# Café au lait, bien sucré
Café au lait, bien sucré (uit het Frans: "Koffie met melk en veel suiker"), of kortweg Café au lait, is een Haïtiaanse film uit 2005, geschreven, geproduceerd en geregisseerd door Georges Jiha. Het is een romantische komedie die op humoristische manier de rassenverschillen in Haïti tot uitdrukking wil brengen. In het Engels wordt het ook geadverteerd als Café Au Lait – with lotsa sugar, baby!
Café au lait, verwijzend naar de donkere koffie en de witte melk, is een uitdrukking die gebruikt wordt voor interraciale relaties. De film speelt zich af in de gemeenschap van Haïtiaanse immigranten in Miami. Hij is echter opgenomen in Port-au-Prince.

## Verhaal
De blanke Haïtiaan Alain wordt verliefd op de zwarte Minoushka. Aan beide kanten zijn familie en vrienden het niet met deze gemengde relatie eens. Zij proberen deze dan ook op allerlei manieren te dwarsbomen.

## Rolverdeling
| Acteur             | Personage | Opmerkingen           |
| ------------------ | --------- | --------------------- |
| Milca Volny        | Minoushka |                       |
| Pasha Brandt       | Alain     |                       |
| Aubry Blague       | Zichzelf  |                       |
| Carl Fombrun       | Fonbrin   |                       |
| Elisabeth Guerin   | Elisabeth |                       |
| Nirva Lafond       | Beatrice  |                       |
| Marie Felix Lemite | Chantale  |                       |
| NikkiMix           | Paul      |                       |
| Dadou Pasquet      | Armand    | Schreef ook de muziek |
| Philippe Rene      | Freddy    |                       |